# Rio Pardo (Porto Velho)
Rio Pardo é um distrito de Porto Velho habitado por cerca de 10 mil habitantes. Localiza-se nas proximidades da Terra Indígenas dos Karipuna de Rondônia e foi ocupado a partir do ano 2000 dentro da Reserva Florestal Nacional Bom Futuro, o qual notoriamente causou a redução de sua área em cerca de dois terços.